# Torneo Anual 2020 de Primera B (Liga Chacarera)
El Torneo Anual 2020 de Primera B, organizado por la Liga Chacarera de Fútbol, comenzará en el mes de junio y finalizará a fines de noviembre.
Se disputará a dos ruedas, por el sistema de todos contra todos. El torneo otorgará una plaza al Torneo Provincial 2021 al equipo que se consagre campeón.

## Formato

### Competición
- El torneo se jugará a dos ruedas con el sistema de Todos Contra Todos.
- El equipo que se ubique en la primera ubicación de la Tabla de posiciones al finalizar el torneo, se consagrará campeón, ascenderá a la Primera División y clasificará al Torneo Provincial 2021.
- En el caso de que dos o más equipos finalicen en el primer puesto, se deberá jugar un desempate para coronar al campeón.
- Los equipos que se ubiquen del 2º al 5º puesto, clasifican al Petit Torneo para jugar el segundo ascenso.

## Equipos participantes
| # | Equipo                                       | Ciudad                  | Departamento        |
| - | -------------------------------------------- | ----------------------- | ------------------- |
| 1 | Club Deportivo Sumalao                       | Sumalao                 | Valle Viejo         |
| 2 | Club Deportivo Juventud Unida                | La Falda de San Antonio | Fray Mamerto Esquiú |
| 3 | Centro Cultural y Deportivo La Carrera       | La Carrera              | Fray Mamerto Esquiú |
| 4 | Club Social Cultural y Deportivo La Estación | Miraflores              | Capayán             |
| 5 | Club Social y Deportivo Las Pirquitas        | Las Pirquitas           | Fray Mamerto Esquiú |
| 6 | Club Obreros de San Isidro                   | San Isidro              | Valle Viejo         |
| 7 | Club Social y Deportivo San Antonio          | San Antonio             | Fray Mamerto Esquiú |
| 8 | Club Sportivo Villa Dolores                  | Villa Dolores           | Valle Viejo         |

### Distribución geográfica de los equipos
| Departamento        | Cant. | Equipos                                                              |
| ------------------- | ----- | -------------------------------------------------------------------- |
| Fray Mamerto Esquiú | 4     | Juventud Unida (LF), La Carrera, Las Pirquitas y Social San Antonio. |
| Valle Viejo         | 3     | Deportivo Sumalao, Obreros y Villa Dolores.                          |
| Capayán             | 1     | La Estación.                                                         |
| Total               | 8     |                                                                      |

## Competición

### Tabla de posiciones
| Pos. | Equipo                    | Pts. | PJ | PG | PE | PP | GF | GC | Dif. |
| ---- | ------------------------- | ---- | -- | -- | -- | -- | -- | -- | ---- |
| 01.º | Deportivo Sumalao         | 0    | 0  | 0  | 0  | 0  | 0  | 0  | 0    |
| 02.º | Juventud Unida (La Falda) | 0    | 0  | 0  | 0  | 0  | 0  | 0  | 0    |
| 03.º | La Carrera                | 0    | 0  | 0  | 0  | 0  | 0  | 0  | 0    |
| 04.º | La Estación (Miraflores)  | 0    | 0  | 0  | 0  | 0  | 0  | 0  | 0    |
| 05.º | Las Pirquitas             | 0    | 0  | 0  | 0  | 0  | 0  | 0  | 0    |
| 06.º | Obreros de San Isidro     | 0    | 0  | 0  | 0  | 0  | 0  | 0  | 0    |
| 07.º | Social San Antonio        | 0    | 0  | 0  | 0  | 0  | 0  | 0  | 0    |
| 08.º | Villa Dolores             | 0    | 0  | 0  | 0  | 0  | 0  | 0  | 0    |

|  | El equipo que ocupe esta posición se consagrará campeón. |

#### Evolución de las posiciones
| Equipo / Fecha        | 1  | 2 | 3 | 4 | 5 | 6 | 7 | 8 | 9 | 10 | 11 | 12 | 13 | 14 |
| --------------------- | -- | - | - | - | - | - | - | - | - | -- | -- | -- | -- | -- |
| Deportivo Sumalao     | 01 | - | - | - | - | - | - | - | - | -  | -  | -  | -  | -  |
| Juventud Unida (LF)   | 02 | - | - | - | - | - | - | - | - | -  | -  | -  | -  | -  |
| La Carrera            | 03 | - | - | - | - | - | - | - | - | -  | -  | -  | -  | -  |
| La Estación (M)       | 04 | - | - | - | - | - | - | - | - | -  | -  | -  | -  | -  |
| Las Pirquitas         | 05 | - | - | - | - | - | - | - | - | -  | -  | -  | -  | -  |
| Obreros de San Isidro | 06 | - | - | - | - | - | - | - | - | -  | -  | -  | -  | -  |
| Social San Antonio    | 07 | - | - | - | - | - | - | - | - | -  | -  | -  | -  | -  |
| Villa Dolores         | 08 | - | - | - | - | - | - | - | - | -  | -  | -  | -  | -  |

|  |

### Resultados
|  | - |
|  | - |
|  | - |
|  | - |

|  | - |
|  | - |
|  | - |
|  | - |

|  | - |
|  | - |
|  | - |
|  | - |

|  | - |
|  | - |
|  | - |
|  | - |

|  | - |
|  | - |
|  | - |
|  | - |

|  | - |
|  | - |
|  | - |
|  | - |

|  | - |
|  | - |
|  | - |
|  | - |

|  | - |
|  | - |
|  | - |
|  | - |

|  | - |
|  | - |
|  | - |
|  | - |

|  | - |
|  | - |
|  | - |
|  | - |

|  | - |
|  | - |
|  | - |
|  | - |

|  | - |
|  | - |
|  | - |
|  | - |

|  | - |
|  | - |
|  | - |
|  | - |

|  | - |
|  | - |
|  | - |
|  | - |

|  |

## Estadísticas

### Goleadores
| Jugador              | Equipo | Goles |
| -------------------- | ------ | ----- |
| -                    | -      | -     |
| Bandera de Argentina |        |       |
| Bandera de Argentina |        | -     |
| Actualizado al abril |        |       |

| Bandera de Argentina |
| Bandera de Argentina |
| Bandera de Argentina |